# Jacqueline Kennedy-Onassis
Vous lisez un « bon article » labellisé en 2007.
Pour les articles homonymes, voir Jacqueline Bouvier, Bouvier, Kennedy et Onassis.
Jacqueline Kennedy-Onassis, née Jacqueline Lee Bouvier (prononcé en anglais : [ˌˈdʒækliːn ˈliː ˈbuːvieɪ]) le 28 juillet 1929 à Southampton (États-Unis) et morte le 19 mai 1994 à New York, surnommée « Jackie », est une personnalité américaine, mariée en premières noces au futur 35e président des États-Unis, John Fitzgerald Kennedy.
Elle a été la Première dame des États-Unis du 20 janvier 1961 au 22 novembre 1963, date de la mort de son mari, assassiné à ses côtés sur la Dealey Plaza de Dallas. Grâce à son élégance, sa culture et sa beauté, elle est devenue l'une des Premières dames les plus populaires et les plus photographiées.
Le 20 octobre 1968, elle épouse en secondes noces l'armateur et milliardaire grec Aristote Onassis. Durant les dernières années de sa vie, elle vit à New York aux côtés de Maurice Tempelsman (en) puis meurt des suites d'un cancer.

## Biographie

### Enfance et origine
Née le 28 juillet 1929, à Southampton, Long Island, dans l'État de New York, Jacqueline Lee Bouvier est la fille aînée de John Vernou Bouvier III (1891-1957), un riche agent de change de Wall Street, et de Janet Norton Lee (1907-1989). Elle a une sœur cadette, Caroline Lee Bouvier, née le 3 mars 1933, connue plus tard sous le nom de Lee Radziwill. Quelques mois après sa naissance, la crise de 1929 fait perdre aux Bouvier une bonne partie de leur fortune.
Jacqueline Lee Bouvier est d'origine française du côté paternel (à quatre générations) et d'origine irlandaise et anglaise du côté maternel. Son premier ancêtre français est Michel Bouvier,, un ébéniste originaire de Pont-Saint-Esprit, qui s'installe à Philadelphie en 1815 après avoir servi dans l’armée de Napoléon Ier. Il participe notamment à la rénovation de la Maison-Blanche (consécutive à l'incendie de Washington) sous la présidence de John Quincy Adams en fabriquant 24 chaises et une table pour cette résidence officielle, puis devient millionnaire grâce à la spéculation immobilière, ses fils faisant fructifier cette fortune dans la bourse et l'immobilier. Voulant rehausser ses origines, son grand-père John Vernou Bouvier II fait croire que les Bouvier sont de naissance noble.

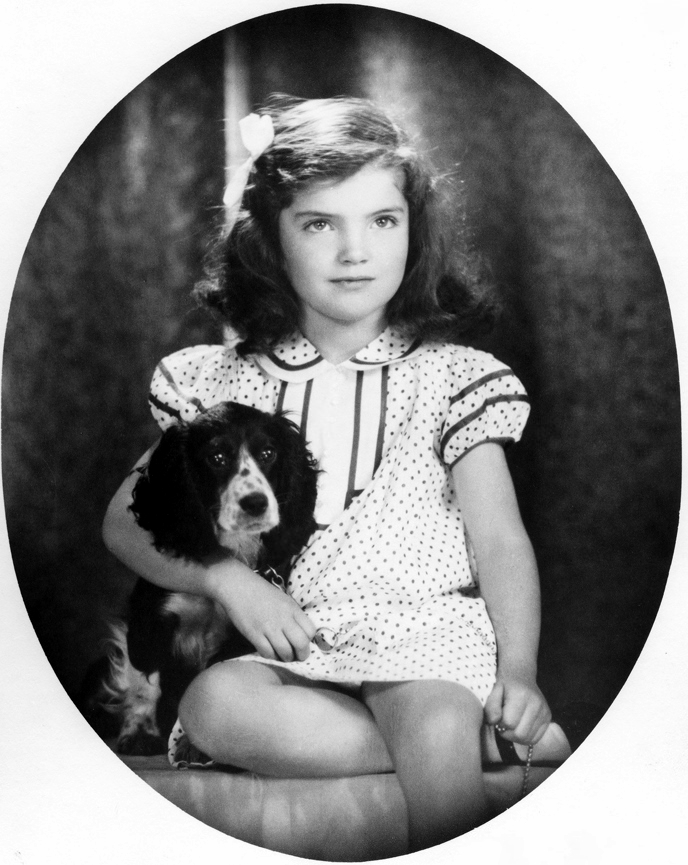
Jacqueline Bouvier en 1935.

Favorisée dès la naissance par la fortune, elle passe ses premières années à New York et à East Hampton, Long Island, à « Lasata », domaine familial de la famille Bouvier, où elle devient, dès son très jeune âge, une cavalière accomplie, un sport qui demeurera une passion toute sa vie. Enfant, elle aime aussi le dessin, la littérature et la poésie. Cette enfance idyllique se termine lorsque ses parents se séparent. Les nombreuses aventures et l'alcoolisme de son père John Bouvier conduisent la mère de Jackie à se séparer de lui en 1936. Bien qu’ils se réconcilient pendant quelques mois l’année suivante, le divorce sera prononcé en juin 1940.
Alors que son père ne se remarie pas, sa mère épouse le richissime Hugh D. Auchincloss, en 1942, avec qui elle a deux enfants, Janet et James Auchincloss. Jackie et sa sœur Caroline s'installent alors avec la nouvelle famille de leur mère, partageant leur temps entre les deux vastes domaines de leur beau-père, « Merrywood » en Virginie, et « Hammersmith Farm » au Rhode Island, tout en restant près de leur père qui vit à New York.

### Éducation et début dans la société

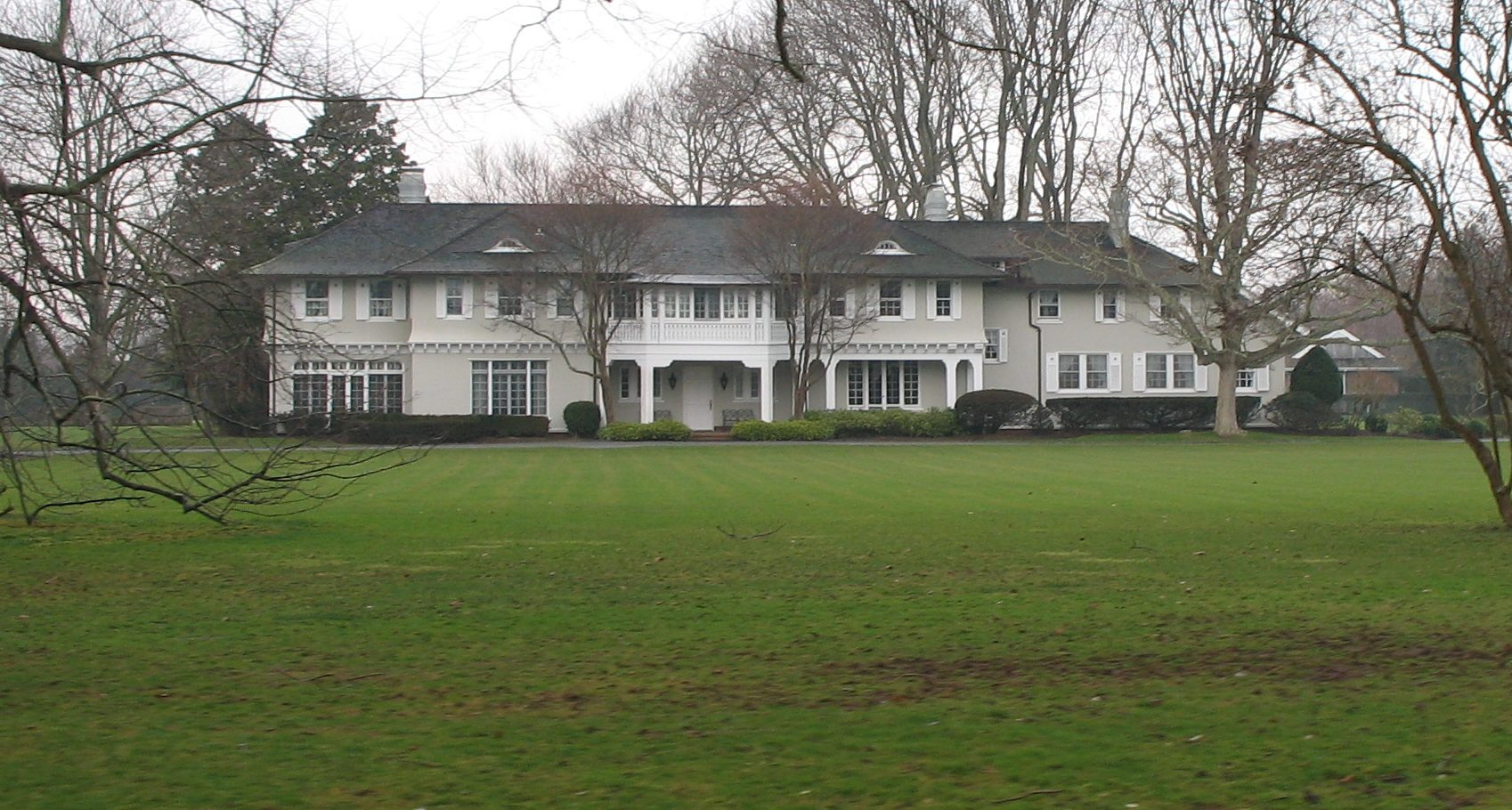
Lasata était une résidence secondaire à East Hampton qui appartenait à la famille Bouvier et où Jacqueline Lee Bouvier passait les étés de son enfance.

Tandis que leur père John Bouvier est un catholique romain, leur mère Janet Lee est membre de l’Église épiscopalienne. Bien que John et Janet Bouvier aient décidé par leur contrat de mariage que leurs enfants recevraient une éducation catholique, ils fréquentent de temps en temps des cérémonies religieuses épiscopaliennes.
Jacqueline Lee Bouvier fréquente des écoles huppées, telles Chapin (en) à New York, de 1935 à 1942, puis Holton Arms à Washington jusqu’en 1944. C’est une élève d’un bon niveau dans toutes les matières et dont on apprécie surtout les qualités littéraires et sportives.
En 1947, après avoir obtenu son diplôme d'études secondaires de la Miss Porter's School, une institution de Farmington dans le Connecticut, elle est nommée « débutante de l'année ».

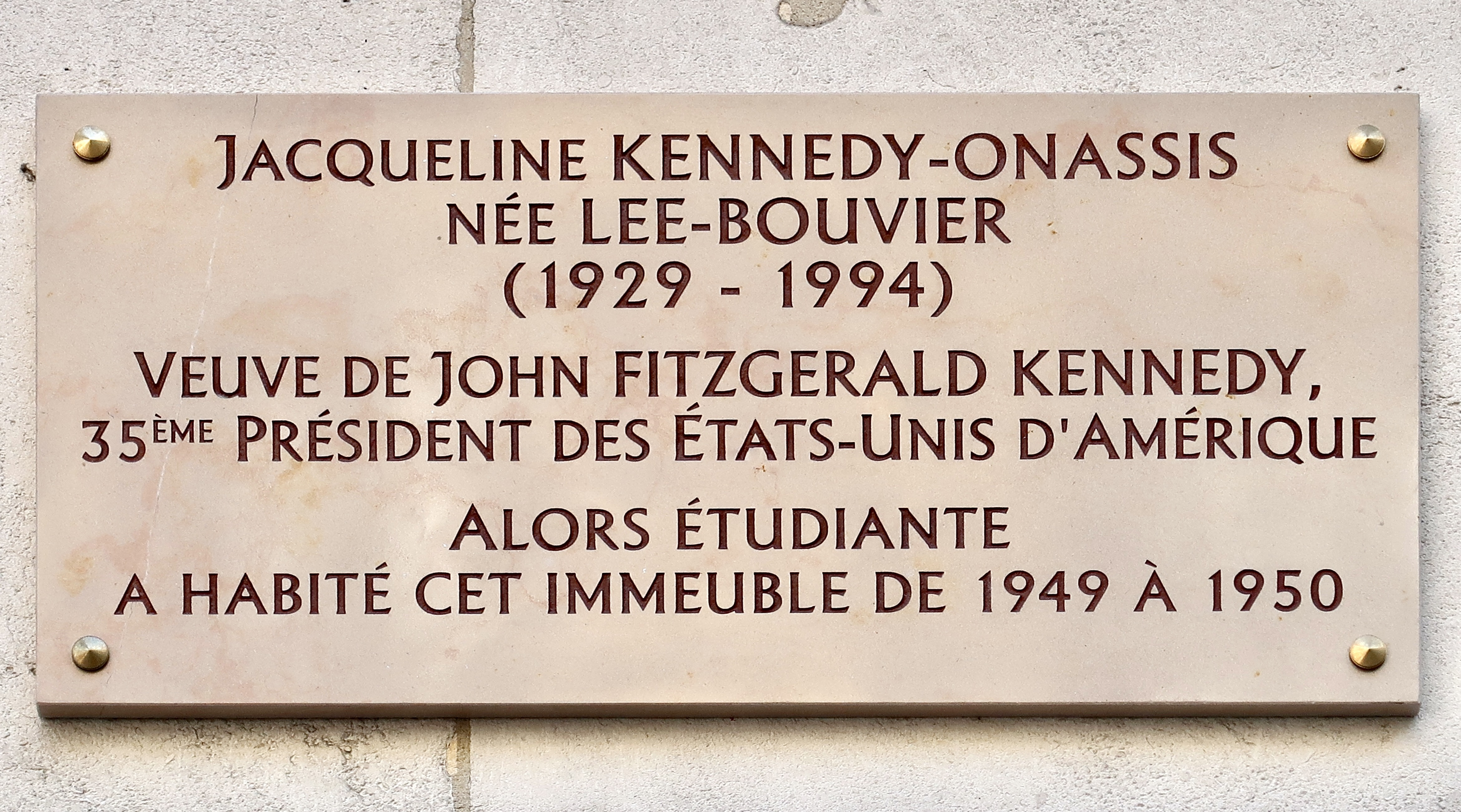
Plaque au no 78 avenue Mozart (Paris).

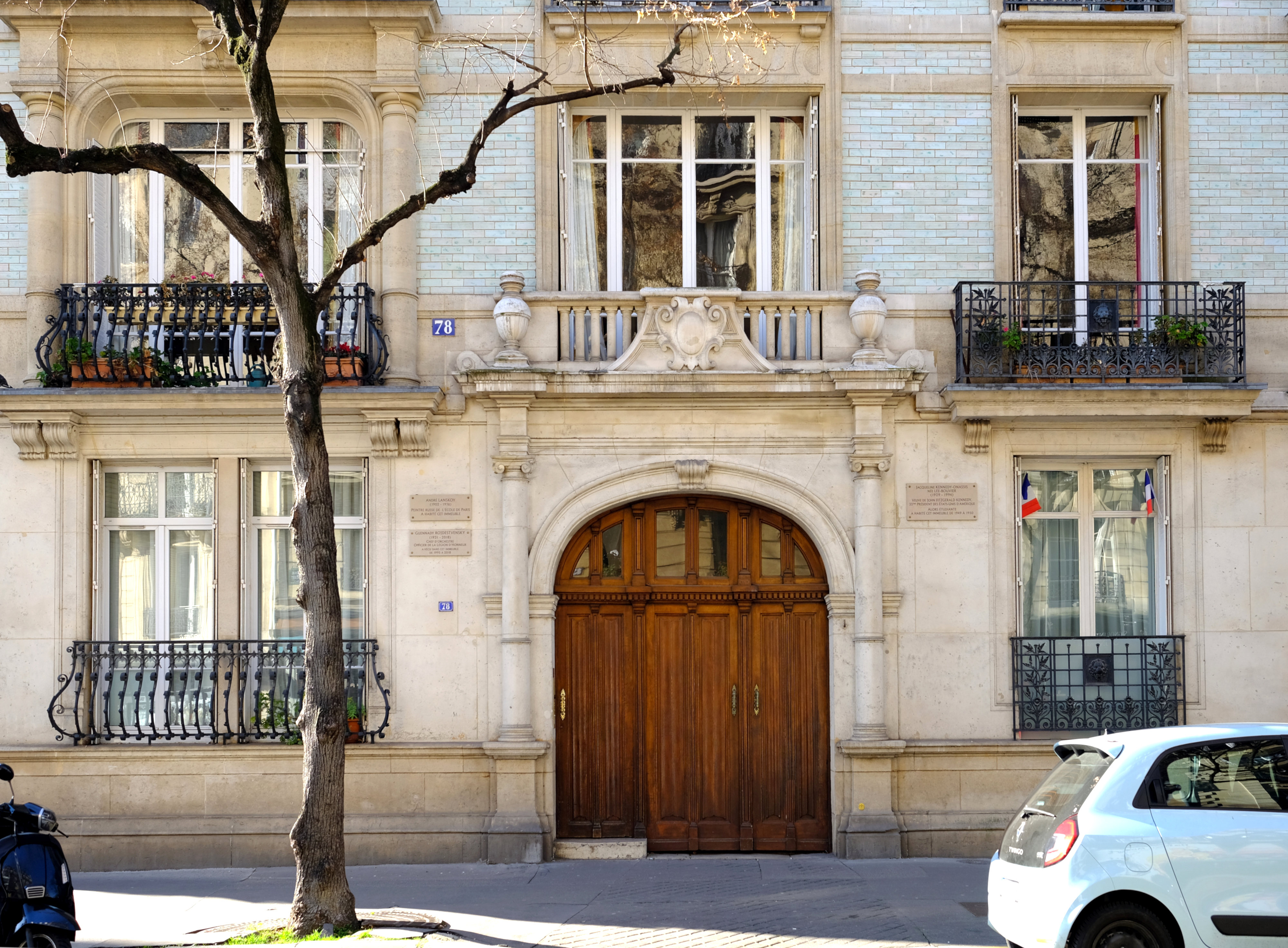
Immeuble parisien où habitait Jacqueline Kennedy (avenue Mozart).

Elle poursuit alors ses études au Collège Vassar, institution renommée de Poughkeepsie. En 1949, inscrite à un programme d'études du Smith College, elle part étudier en France, où elle suit d'abord un cours intensif de français à l'université de Grenoble, avant de poursuivre ses études à la Sorbonne et à l'École du Louvre à Paris. Logeant chez la comtesse Robert de Renty avenue Mozart (16e arrondissement), elle approfondit sa connaissance de la culture française (littérature, art, histoire, histoire de l'art, etc.).

« J’ai aimé cette année-là plus que n’importe laquelle de ma vie. Le fait d’être loin des miens m’a donné la chance de me contempler d’un regard cynique. J’ai appris à ne pas avoir honte d’une sincère passion pour les études. Auparavant, j’avais toujours essayé de la cacher, mais quand je suis retournée aux États-Unis, je fus heureuse de pouvoir continuer mes études auprès de ma famille. J’avais changé cependant, car j’avais découvert une passion pour l’Europe dont je doute qu’elle ne me quitte jamais. »

— Citation de Jacqueline Lee Bouvier concernant son séjour à Paris.
À son retour de France en 1950, Jacqueline Bouvier ne poursuit pas ses études à Vassar, mais à l’Université George Washington afin de ne pas être trop éloignée de ses proches. En 1951, elle y obtient un diplôme en littérature française. Outre la littérature, elle se passionne pour les arts et les langues et en quittant l’université, elle parle couramment l’anglais, le français, l’espagnol et l’italien, ce qui s’avèrera très utile quand elle aidera son mari John Fitzgerald Kennedy au cours de ses campagnes électorales.
Depuis qu’elle est jeune fille, elle écrit des essais parfois publiés dans les journaux locaux. À la fin de ses études, elle s'inscrit à un concours littéraire organisé par le magazine Vogue. Pour ce dernier, elle doit écrire un essai sur le thème « Les gens que j’aurais voulu connaître », et elle choisit l'écrivain Oscar Wilde, le poète Charles Baudelaire et l’imprésario Serge de Diaghilev. Elle gagne le concours haut la main, devançant quelque 1 300 concurrentes. Le succès dans cette compétition lui donne la possibilité de séjourner un an à New York et à Paris afin d’y travailler comme éditrice junior. Mais Jacqueline Bouvier refuse le prix, à la suite des pressions de sa mère, qui craint qu'elle ne reste à Paris pour toujours. En guise de consolation, Janet Auchincloss offre à ses filles un voyage en Europe, que les jeunes femmes évoqueront dans un journal illustré, qui sera publié en 1974, sous le nom de One Special Summer.
Avec l'aide de son beau-père, Jacqueline Lee Bouvier se trouve un travail de « photographe enquêteur » pour le journal Washington Times-Herald en 1952. Son emploi consiste à parcourir Washington pour demander aux gens leur opinion sur certains sujets très polémiques, comme l’Union soviétique ou la guerre de Corée, tout en les photographiant. Cela lui permet de rencontrer de nombreuses personnalités politiques importantes comme le vice-président Richard Nixon. Ses piges sont alors de 42,50 $ hebdomadaires.
En 1952, Jacqueline Lee Bouvier se fiance à un jeune agent de change du nom de John Husted Jr (1926-1999), diplômé de l’université Yale. Les fiançailles sont rompues trois mois plus tard, sous la pression de Janet Auchincloss, comme certains le prétendent, alors que les fiancés admettent plus tard qu'ils n'ont pas pris la chose au sérieux.

### Mariage avec John F. Kennedy

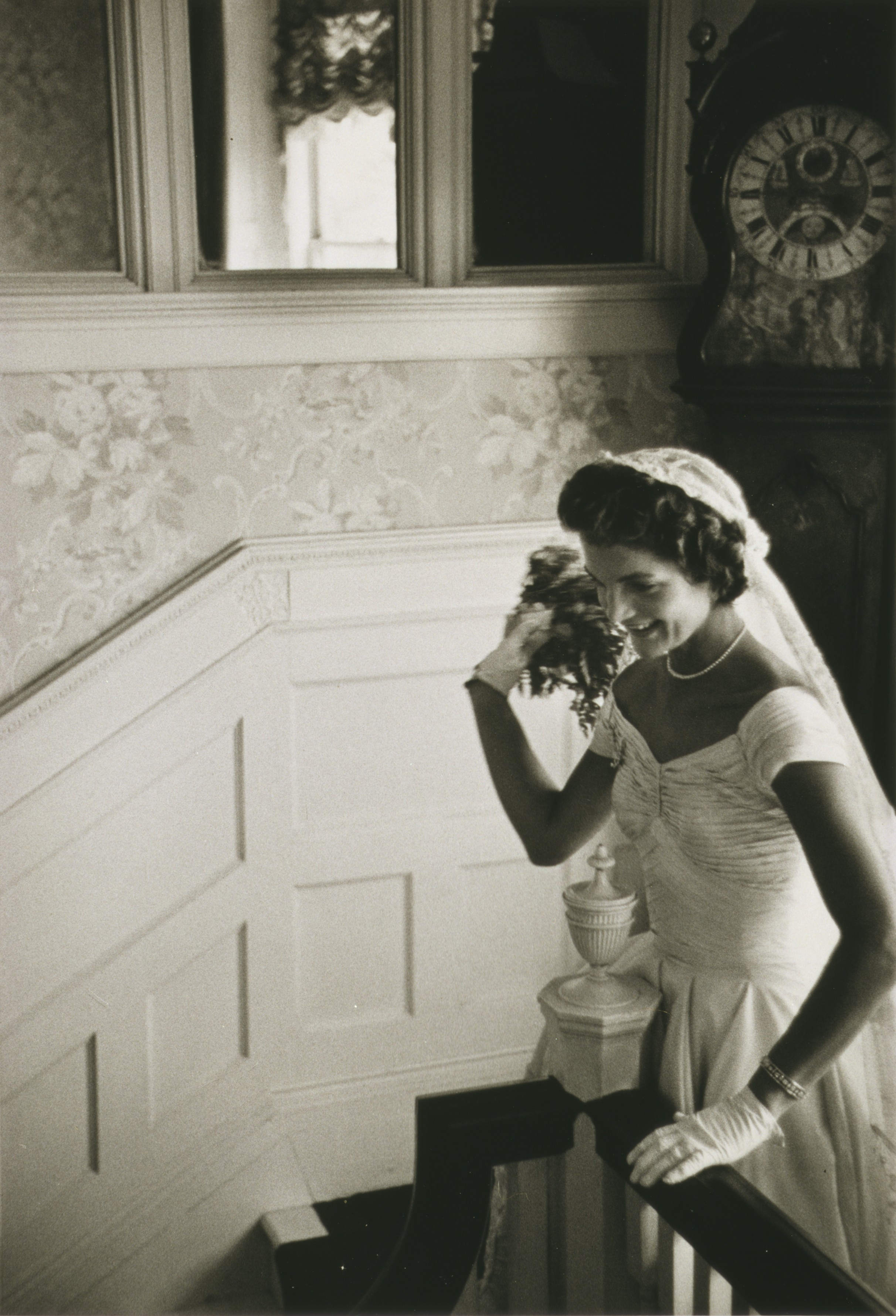
Jacqueline Bouvier Kennedy lors de son premier mariage, le 12 septembre 1953.

Jacqueline Bouvier commence à fréquenter John Fitzgerald Kennedy, une étoile montante du Parti démocrate, de douze ans son aîné, après l'avoir rencontré en mai 1952, au cours d'un dîner organisé par un ami commun, le journaliste Charles Bartlett (en). Après l'élection de Kennedy comme sénateur en novembre, leur relation devient plus sérieuse et mène à une demande en mariage. Leurs fiançailles sont officiellement annoncées le 25 juin 1953.
Le mariage de Jacqueline Bouvier et John Kennedy a lieu le 12 septembre 1953 à l'église Sainte-Marie de Newport, dans l'État du Rhode Island. La cérémonie est célébrée par le cardinal Cushing, ami de la famille Kennedy, et est considérée comme l'évènement mondain de la saison avec quelque 800 invités à la cérémonie et 1 000 à la somptueuse réception qui suit à Hammersmith Farm, domaine de Hugh D. Auchincloss, le beau-père de Jacqueline.
Après un voyage de noces passé à Acapulco et sur la côte californienne, le couple s’installe à Georgetown, un quartier cossu de Washington dans le District de Columbia.

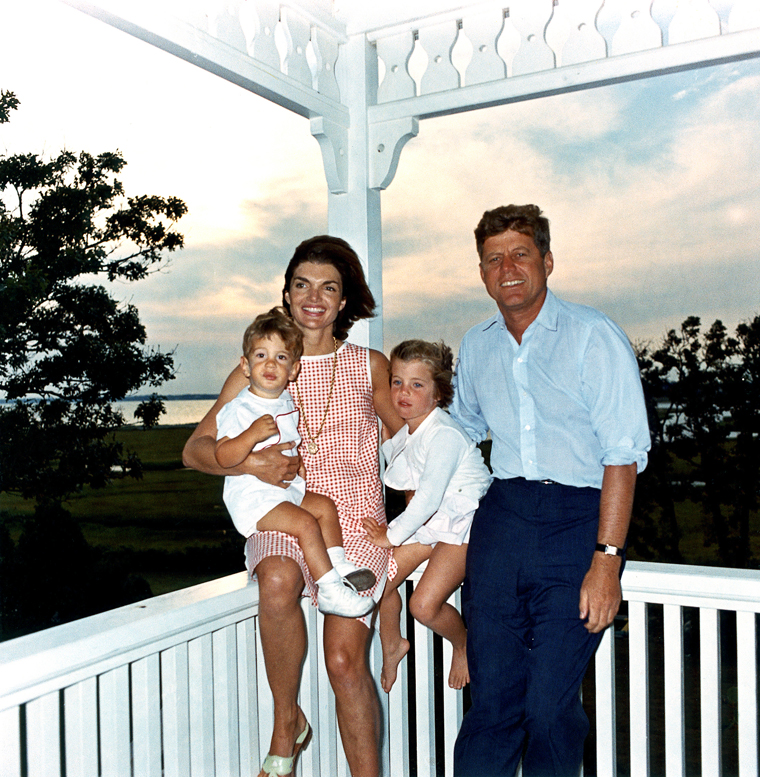
Jacqueline et John Fitzgerald Kennedy, en compagnie de leurs enfants John Kennedy, Jr et Caroline Bouvier Kennedy en août 1962.

En tant qu’épouse de sénateur, Jacqueline Kennedy se met à suivre des cours d’histoire américaine et de sciences politiques à l’université de Georgetown en 1954,. Très vite, elle fait concurrence à son mari par ses connaissances précises sur l’histoire américaine. Cependant, John Kennedy, qui a longtemps souffert de plusieurs blessures datant de la Seconde Guerre mondiale, est contraint de se faire opérer. Pendant son rétablissement, sa femme l’encourage à écrire un livre intitulé Profiles in Courage, qui gagnera le prix Pulitzer en 1957.
Les relations de Jacqueline Kennedy avec la famille Kennedy n’ont pas toujours été faciles. Elle hait le côté compétitif, sportif et rugueux de ce clan richissime qui a déjà donné plusieurs politiciens et diplomates de premier rang à la nation américaine. De plus, le mariage du couple est troublé par les maladies et les infidélités de son mari, deux problèmes que le grand public ignore. On dit que les femmes du clan Kennedy la méprisaient, la surnommant « la débutante » par allusion à sa voix feutrée au timbre infantile. Cependant, Jacqueline Kennedy s’entend bien avec son beau-père, Joseph Patrick Kennedy, et son beau-frère, Robert Francis Kennedy. Joseph Kennedy, en particulier, reconnaît les atouts de sa belle-fille quant aux relations publiques.
En 1955, Jacqueline fait une fausse couche,, puis donne naissance à une petite fille mort-née, le 23 août 1956, que ses parents auraient voulu nommer Arabella. Cet évènement tragique conduit à une brève séparation du couple qui se réconcilie peu après. L’année suivante, la carrière de John Kennedy prend un tour nouveau : Kennedy échoue de peu à la nomination par son Parti à la candidature pour la vice-présidence des États-Unis.
Jacqueline et John Kennedy craignent de ne plus avoir d’enfants, mais celle-ci met au monde une petite fille, Caroline, le 27 novembre 1957 à New York. John Kennedy est déjà élu président des États-Unis quand son fils John Fitzgerald Kennedy Jr. naît le 25 novembre 1960 à Washington. Le dernier enfant du couple, Patrick Bouvier Kennedy, né prématurément le 7 août 1963, meurt deux jours plus tard, des suites d'une malformation pulmonaire,.

### Première dame des États-Unis
En janvier 1960, John Fitzgerald Kennedy annonce sa candidature à la présidence des États-Unis, une ambition qui l’oblige à travailler davantage et à voyager à travers tout le pays. Après l'avoir accompagné un certain temps, Jackie est contrainte de rester au foyer, car l'épouse du candidat Kennedy est enceinte. Néanmoins, elle aidera son époux en écrivant un article hebdomadaire dans un journal, en accordant des entretiens télévisés et en répondant au courrier qu'elle reçoit.[pas clair] Finalement, Kennedy gagne l’élection générale de peu face à son concurrent Nixon le 8 novembre 1960.

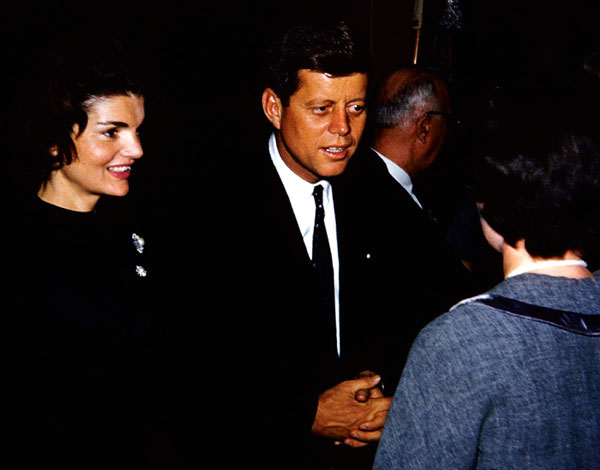
Jacqueline et John F. Kennedy lors des campagnes électorales, en mars 1960.

Mamie Eisenhower, la première dame sortante, n’apprécie guère le fait d’être remplacée à la Maison-Blanche par Jacqueline Kennedy, cachant à peine sa préférence pour l'épouse du défait, Pat Nixon, qu'elle juge plus élégante, plus sympathique et moins réservée. Elle fait cependant visiter à Jacqueline Kennedy les vastes dépendances de la Maison-Blanche. Cette dernière, qui avait mis au monde son fils John junior deux semaines auparavant, est toujours affaiblie, mais Mamie Eisenhower ne lui propose pas de fauteuil roulant. Bien que Jacqueline Kennedy n’ait pas fait de malaise durant la visite, elle s’effondre dès son retour chez elle. Plus tard, Mamie Eisenhower justifiera son comportement en déclarant que Jacqueline Kennedy ne lui avait pas demandé qu’elle lui offre un fauteuil roulant.
John Fitzgerald Kennedy prête serment en tant que trente-cinquième président des États-Unis le 20 janvier 1961. Le somptueux gala qui marque le début de son mandat est organisé par Frank Sinatra et Peter Lawford. De nombreuses célébrités, entre autres Mahalia Jackson, Laurence Olivier, Jimmy Durante, Harry Belafonte et Bette Davis s’y produisent. Jacqueline Kennedy est désormais connue sous le surnom de Jackie, tandis que son époux, le président, est appelé Jack. Alors âgée de 31 ans, elle fait partie des plus jeunes premières dames de l’histoire des États-Unis. Bien qu’elle ait fait de grands efforts pour soutenir son époux durant ses campagnes électorales, elle ne s’immisce pas dans la politique pendant qu’il gouverne.

#### Travaux à la Maison-Blanche et son embellissement
En effet, Jacqueline Kennedy, première dame des États-Unis, se consacre à d’autres tâches. Elle n’est pas satisfaite de l’état dans lequel Mamie Eisenhower lui a laissé la Maison-Blanche, de même qu’elle n’avait pas aimé l’aménagement intérieur de ce bâtiment quand elle l’avait visité pour la première fois en 1941, trouvant qu’il y manquait un certain charme historique. Jacqueline Kennedy se donne alors comme priorité l’embellissement de la résidence présidentielle en souhaitant que la culture y fleurisse. Par conséquent, la restauration de la Maison-Blanche devient le premier grand projet qu’elle réalise. À cette fin, elle annonce la formation d’un comité des beaux-arts le 23 février 1961.

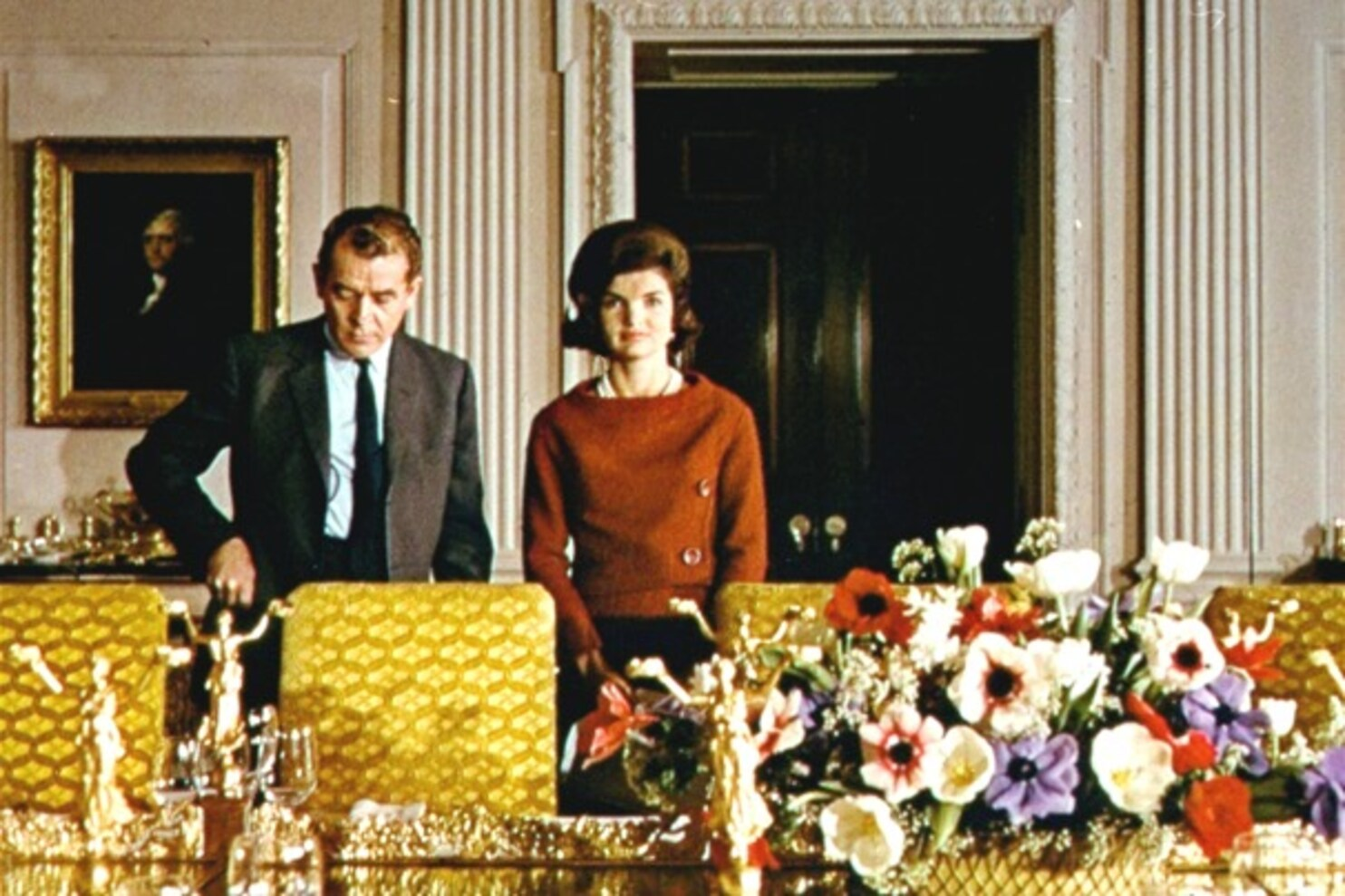
Charles Collingwood de CBS et Jacqueline Kennedy lors d'une émission télévisée, le 14 février 1962.

Jacqueline Kennedy entreprend ses premiers efforts de restauration dès le premier jour du mandat de son mari. Avec l’aide d’une décoratrice professionnelle, elle fait ajouter une cuisine et des chambres d’enfants à un étage privé. Elle ira plus loin en lançant des souscriptions, en suspendant transitoirement les visites et en réorganisant de façon temporaire la vie à la Maison-Blanche afin d’y peaufiner des travaux de restauration. Au départ, ses tentatives sont controversées compte tenu des énormes sommes d’argent nécessaires pour effectuer les changements. Mais Jacqueline Kennedy publie un guide de la Maison-Blanche, dont la vente engendre des recettes qui finiront par compenser les dépenses. Outre l’aménagement intérieur, Jacqueline Kennedy s’occupe des jardins qui entourent la Maison-Blanche, notamment de la roseraie et du jardin de l’est.
Ces aménagements sont profondément influencés par sa passion pour la culture française qu’elle avait découverte lors de son séjour en France, pays d’où vient également une partie de ses ancêtres. Ce lien devient d’autant plus visible lorsqu’elle continue à exercer son influence sur l’intérieur et l’aménagement de la Maison-Blanche : elle choisit des menus issus de la cuisine française en organisant des visites officielles et emploie des décorateurs ainsi qu’un cuisinier d’origine française.
Le 14 février 1962, elle va même jusqu’à faire participer le peuple américain à une visite virtuelle des appartements rénovés lors d’une émission spéciale télévisée (A tour of the White House with Mrs. John F. Kennedy) par CBS qui battra des records d’audience. La National Academy of Television Arts and Sciences attribuera à Jacqueline Kennedy un Emmy Award spécial. Le 21 septembre 1961, le Congrès vote une loi qui fait de la Maison-Blanche un monument national.

#### Apparitions officielles

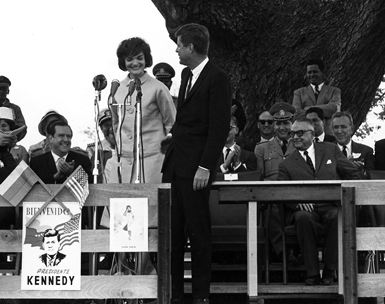
Le président John F. Kennedy et Jackie Kennedy en visite officielle à La Morita, Barinas, (Venezuela), en décembre 1961.

Être photographiée ou donner des interviews ne la dérange pas, mais Jacqueline Kennedy craint que ses enfants ne souffrent de l’attention que leur prêtent les médias, de sorte qu’elle n’autorise que très peu de photos de sa famille. Son mari, qui pense différemment, se laisse quant à lui photographier librement avec ses enfants. En outre, Jacqueline Kennedy a déclaré qu’elle serait d’abord mère et épouse et ensuite seulement première dame. Pour elle, les relations familiales sont prédominantes : « Si vous ne réussissez pas à élever correctement vos enfants, je ne pense pas que quoi que vous fassiez correctement ait encore de l’importance. »
Pendant les années où elle a été première dame, Jacqueline Kennedy a été admirée pour son élégance et sa toilette, de sorte que beaucoup de femmes tentent de copier le style de sa garde-robe et de ses coiffures. Conseillée parfois par Diana Vreeland, elle a tendance à porter les créations de couturiers français tels que Chanel, Givenchy ou Christian Dior. Par la suite néanmoins, elle accroît la célébrité de couturiers américains comme Lilly Pulitzer ou Oleg Cassini en se vêtant de leurs créations. Encore aujourd'hui, Jacqueline Kennedy est réputée pour son style et elle reste considérée comme l’une des plus élégantes premières dames américaines.

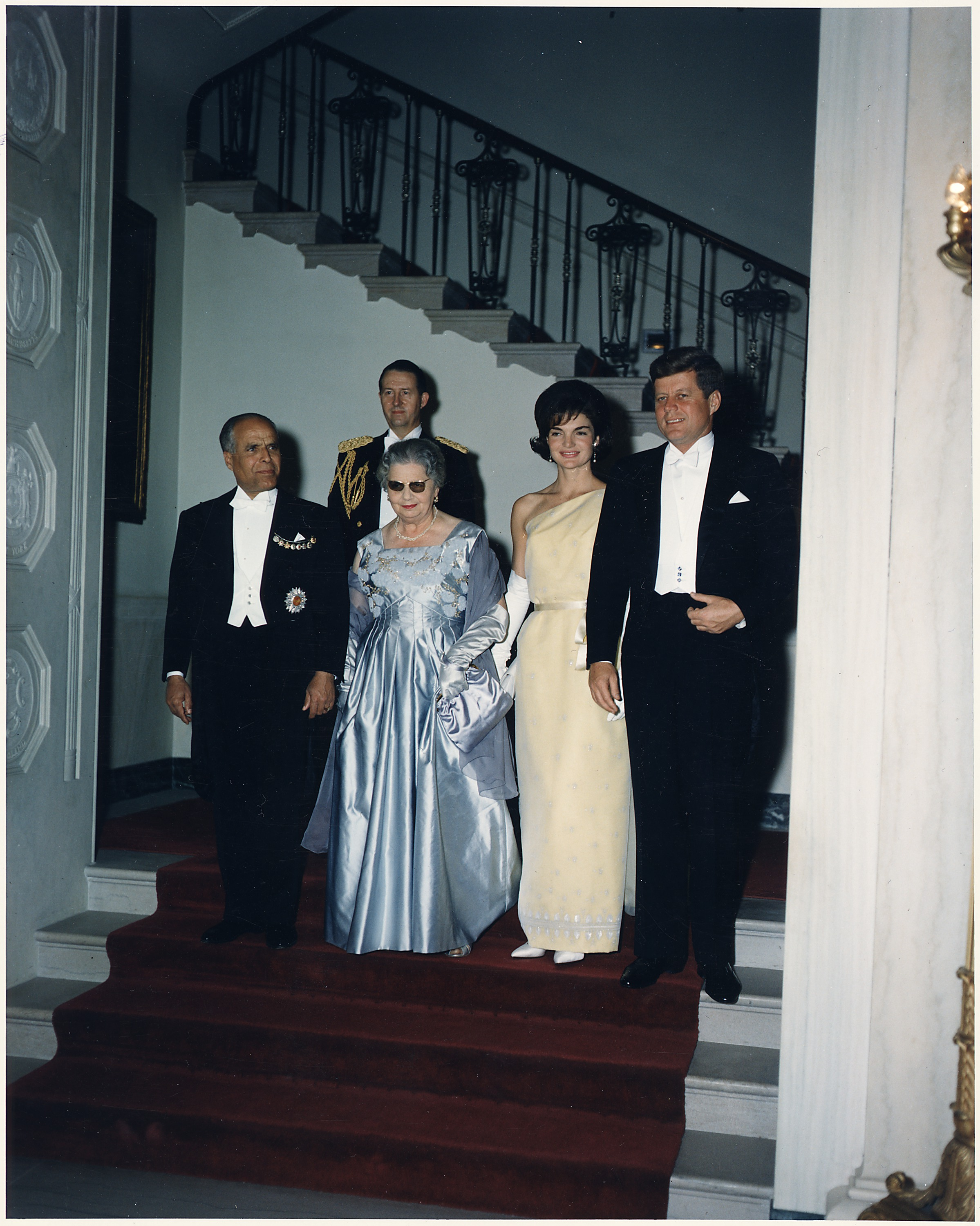
Le couple présidentiel américain lors de la visite du président tunisien Habib Bourguiba aux États-Unis, 4 mai 1961.

Quelques-unes des apparitions officielles de Jacqueline Kennedy sont devenues légendaires. Une de ses premières est la visite du président tunisien Habib Bourguiba et de sa femme Moufida aux États-Unis, début mai 1961. Quelques semaines plus tard, à l’arrivée du couple présidentiel à Paris le 31 mai 1961, John F. Kennedy déclare : « Je suis l’homme qui a accompagné Jackie Kennedy - et j’ai adoré. ». Celle-ci a déjà impressionné les Français par son excellente maîtrise de leur langue. Lors de cette visite de trois jours, Jacqueline Kennedy fait la connaissance de Charles de Gaulle et lui dévoile qu’elle est d’origine française, ce à quoi de Gaulle répond qu’il l’est aussi. En rédigeant un article sur la visite du couple présidentiel en France, le journaliste du Time Magazine note : « Il y avait également son compagnon qui venait avec elle. » Quelques jours plus tard, le 3 juin 1961, Jacqueline Kennedy rencontre à Vienne Nikita Khrouchtchev, le principal dirigeant de l’URSS. Elle s’entretient aimablement avec le dirigeant soviétique, alors que la rencontre entre Khrouchtchev et Kennedy s’était déroulée moins cordialement. Lors des face-à-face avec de Gaulle et Khrouchtchev, Jacqueline Kennedy a démontré sa sociabilité. Le lendemain, le couple présidentiel débarque à Londres afin de dîner avec la reine Élisabeth II à Buckingham Palace.
Jacqueline Kennedy entretient de bonnes relations avec des artistes renommés. Au cours d’un dîner arrangé pour le gouverneur portoricain Luis Muñoz Marin, le violoncelliste espagnol Pablo Casals se produit à la Maison-Blanche le 13 novembre 1961. Un mois plus tard, le 15 décembre 1961, le couple présidentiel débarque pour une série de visites officielles à Porto Rico, au Venezuela et en Colombie. Finalement, les efforts qu’a faits Jacqueline Kennedy pour faire fleurir la culture au sein de la Maison-Blanche culminent dans une réunion de quarante-neuf prix Nobel qu’elle reçoit le 29 avril 1962. Au cours de sa visite en France, elle avait fait la connaissance d’André Malraux, le ministre de la Culture français de l’époque, qui prêtera la Joconde pour que cette dernière soit exposée à Washington le 8 janvier 1963. D’autre part, Jacqueline Kennedy collabore avec Andy Warhol, qui crée d’elle des peintures dans le même style que celles qu’il a faites de Marilyn Monroe ou d’Elizabeth Taylor.

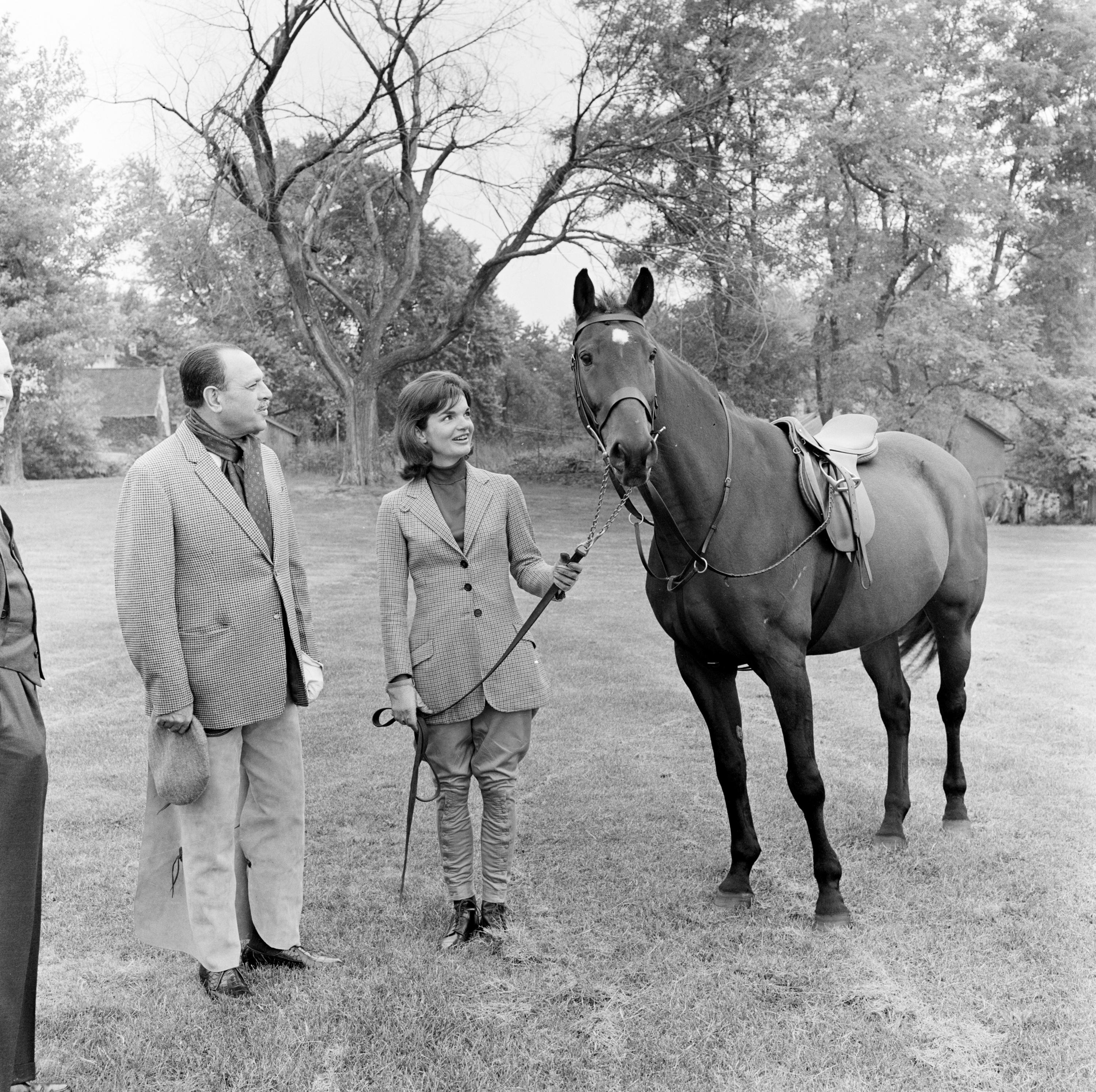
Jacqueline Kennedy et Muhammad Ayub Khan lors de sa visite au Pakistan en mars 1962.

Sur les conseils de John Kenneth Galbraith, ambassadeur des États-Unis en Inde, Jacqueline Kennedy se rend en Inde et au Pakistan en compagnie de sa sœur Lee Radziwill, le 9 mars 1962. Leur séjour, qui dure jusqu’au 26 mars 1962, sera largement documenté par les médias ainsi que dans les mémoires de Galbraith. Avant d’arriver à destination, elle s’arrête à Rome afin d’y être reçue par le Pape Jean XXIII, qui lui accorde une audience particulière le 11 mars 1962. À Lahore, le président pakistanais Muhammad Ayub Khan offre à Jacqueline Kennedy un pur-sang arabe nommé Sardar. Au cours du même voyage, elle fait la connaissance de l’impératrice iranienne Farah Pahlavi. Dans ses mémoires, celle-ci se rappellera une visite officielle aux États-Unis au cours de laquelle les Kennedy l’avaient accueillie chaleureusement. Le point culminant du séjour en Inde est la visite au Taj Mahal et celle aux jardins de Shalimar[Lequel ?], endroits que Jacqueline Kennedy trouve merveilleux. Le film Le voyage en Asie de Jacqueline Kennedy sort mondialement en salle le 30 novembre 1962.
En apprenant que Marilyn Monroe, célèbre actrice et chanteuse réputée pour son charme, chanterait pour le président Kennedy le jour de son 45e anniversaire le 29 mai 1962, Jacqueline Kennedy décide de ne pas y assister. C’est sa belle-mère, Rose Fitzgerald Kennedy, qui siège aux côtés de son fils pendant que Marilyn Monroe chante Happy Birthday to you, Mr President ; cette scène restera mythique et aurait révélé la passion que Monroe ressent pour le président.

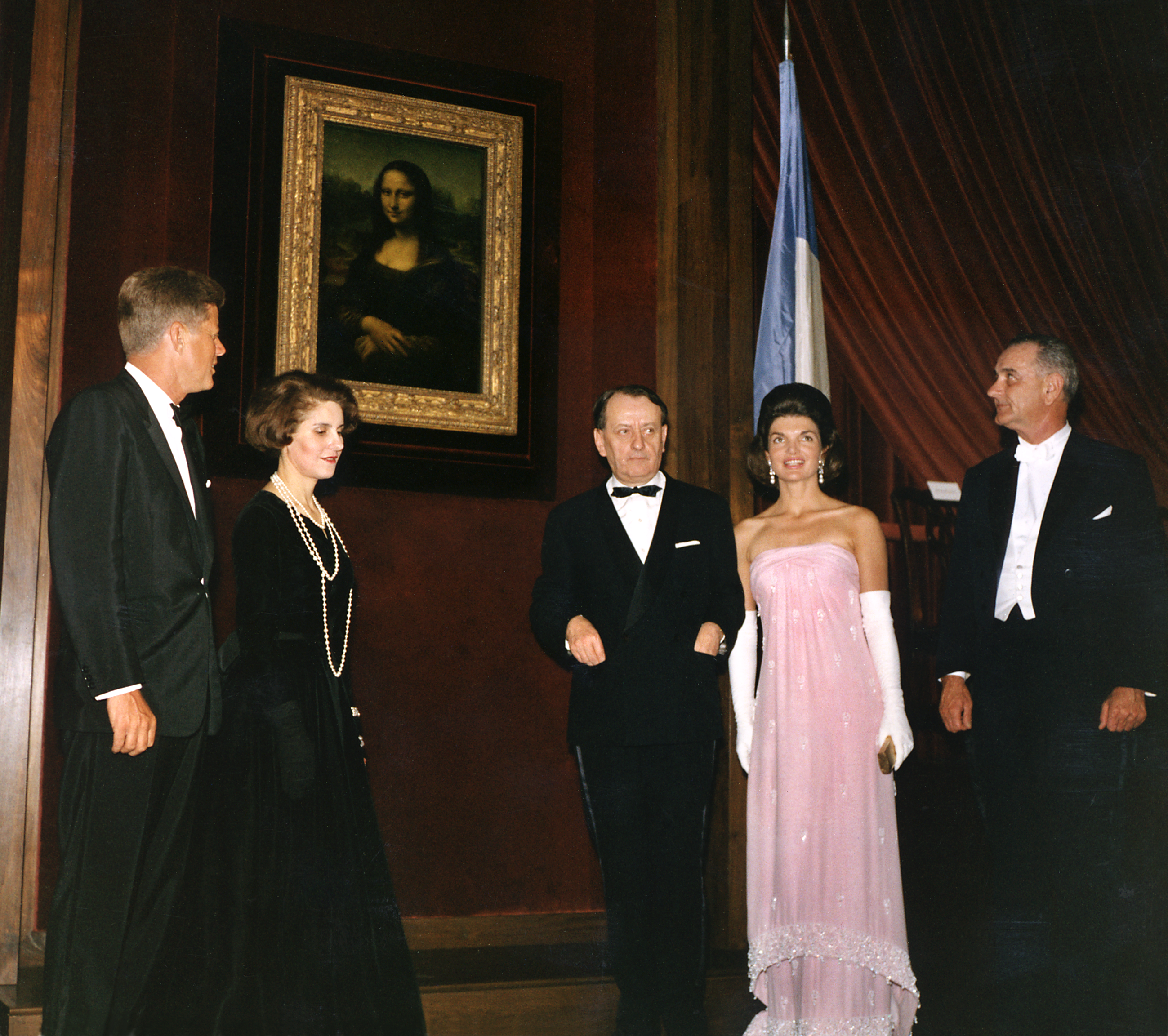
La présentation de la Joconde à Washington le 8 janvier 1963.

En décembre 1962, à la suite de la crise de Cuba, Jacqueline Kennedy s’entretient en espagnol, à Miami, avec une brigade de combattants cubains. Pendant la crise qui a duré du 16 octobre au 28 octobre 1962, elle est restée aux côtés de son mari qui l’a tenue au courant de ses décisions.
Le 24 juin 1963, le président Kennedy se rend à Berlin afin d’y prononcer deux jours plus tard la célèbre phrase : « Ich bin ein Berliner. » Ainsi, il exprime ses sentiments pour les Berlinois qui connaissent la construction du mur. Cependant, sa femme Jacqueline Kennedy est restée à Washington DC : après être tombée enceinte pour la quatrième fois, elle est sur le point d’accoucher, ce qui l’empêche d’effectuer de longs voyages.
D’autre part, son époux a eu une vie extraconjugale mouvementée et il est presque avéré aujourd’hui que lui et son frère Robert Kennedy ont eu une liaison avec l’actrice Marilyn Monroe, celle-ci n’ayant pas été la seule aventure amoureuse du président Kennedy. Ce dernier aurait eu des liaisons avec beaucoup d’autres femmes, dont Judith Campbell. Bien que Jacqueline Kennedy n’ait jamais démontré de signe de jalousie, elle se méfie cependant de l’attirance qu’exerce l’actrice et future princesse monégasque Grace Kelly sur son mari. Néanmoins, cette méfiance s’est révélée injustifiée.

#### Assassinat du président

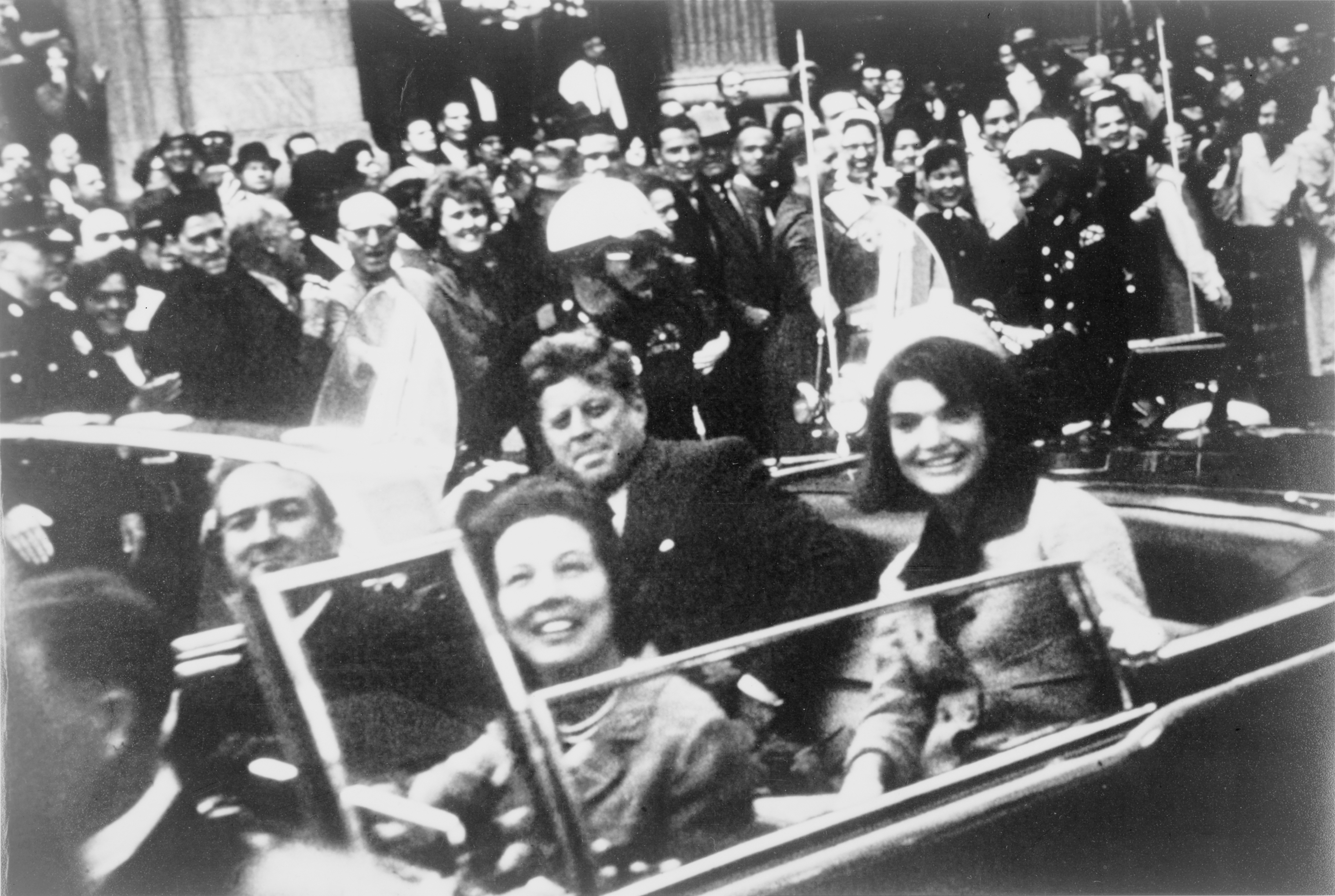
Jacqueline et John F. Kennedy dans le véhicule officiel décapoté sur la Dealey Plaza le 22 novembre 1963.

Après la naissance et la mort de son fils Patrick Kennedy en août 1963, Jacqueline Kennedy reçoit, par l'entremise de sa sœur Lee, une invitation du riche armateur grec Aristote Onassis, pour une croisière à bord de son luxueux yacht, le Christina O. Malgré les réserves du président et de son entourage, craignant une mauvaise publicité, elle accepte néanmoins et part accompagnée de sa sœur et du mari de celle-ci, le Prince Radziwill, ainsi que de Franklin D. Roosevelt Jr. et sa femme.
Jacqueline Kennedy ne réapparaît en public que le 21 novembre 1963, quand elle accompagne son mari au Texas pour des réunions dans le cadre de la campagne pour sa réélection. Le lendemain, le couple traverse la ville de Dallas assis à l’arrière d’une voiture officielle décapotée lorsque des coups de feu éclatent et que deux balles atteignent le président : une au cou et l’autre à la tête. Jacqueline Kennedy s'élance sur la partie arrière du véhicule, au même moment son garde du corps, l'agent Clinton J. Hill, arrive à son secours, et la contraint à reprendre sa place, puis la limousine accélère soudainement pour emmener le président à l’hôpital le plus proche, le Parkland Memorial Hospital, où, en dépit d'efforts de réanimation, le président est déclaré mort.

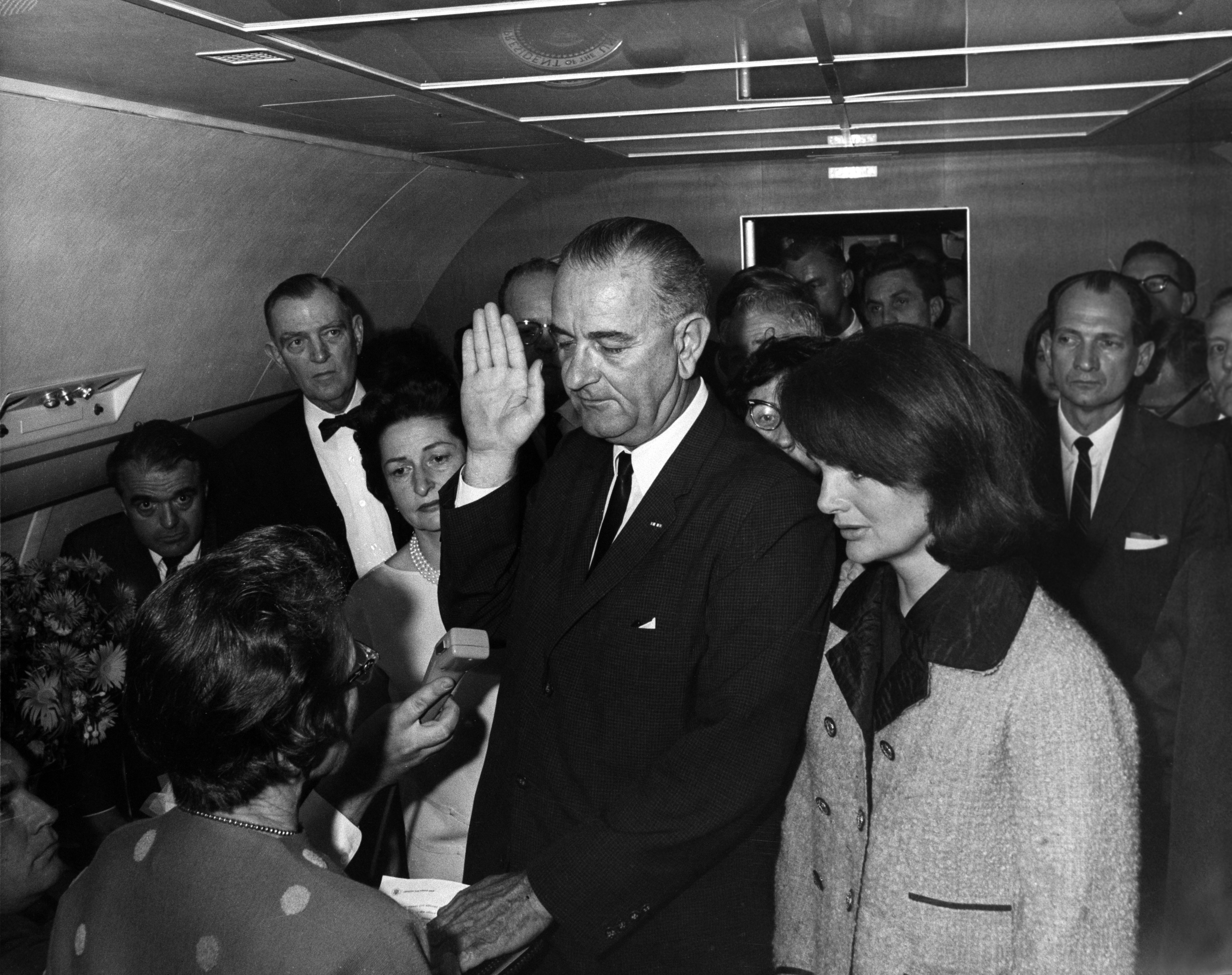
Lyndon B. Johnson prêtant serment au côté de Jacqueline Kennedy, quelques heures après l'assassinat de Kennedy, à bord d'Air Force One.

Quelques heures plus tard, à bord de l'avion présidentiel « Air Force One » qui les ramène à Washington, Lyndon Baines Johnson prête serment comme 36e président des États-Unis, à ses côtés se tiennent son épouse Lady Bird et Jacqueline Kennedy, qui porte toujours son tailleur rose Chanel éclaboussé par le sang de son mari, en dépit de la suggestion de changer de vêtement, justifiant son attitude par son désir de montrer aux gens ce qu’on avait fait à son mari. En outre, elle refuse de quitter sa dépouille et exige que deux prêtres catholiques l’assistent.

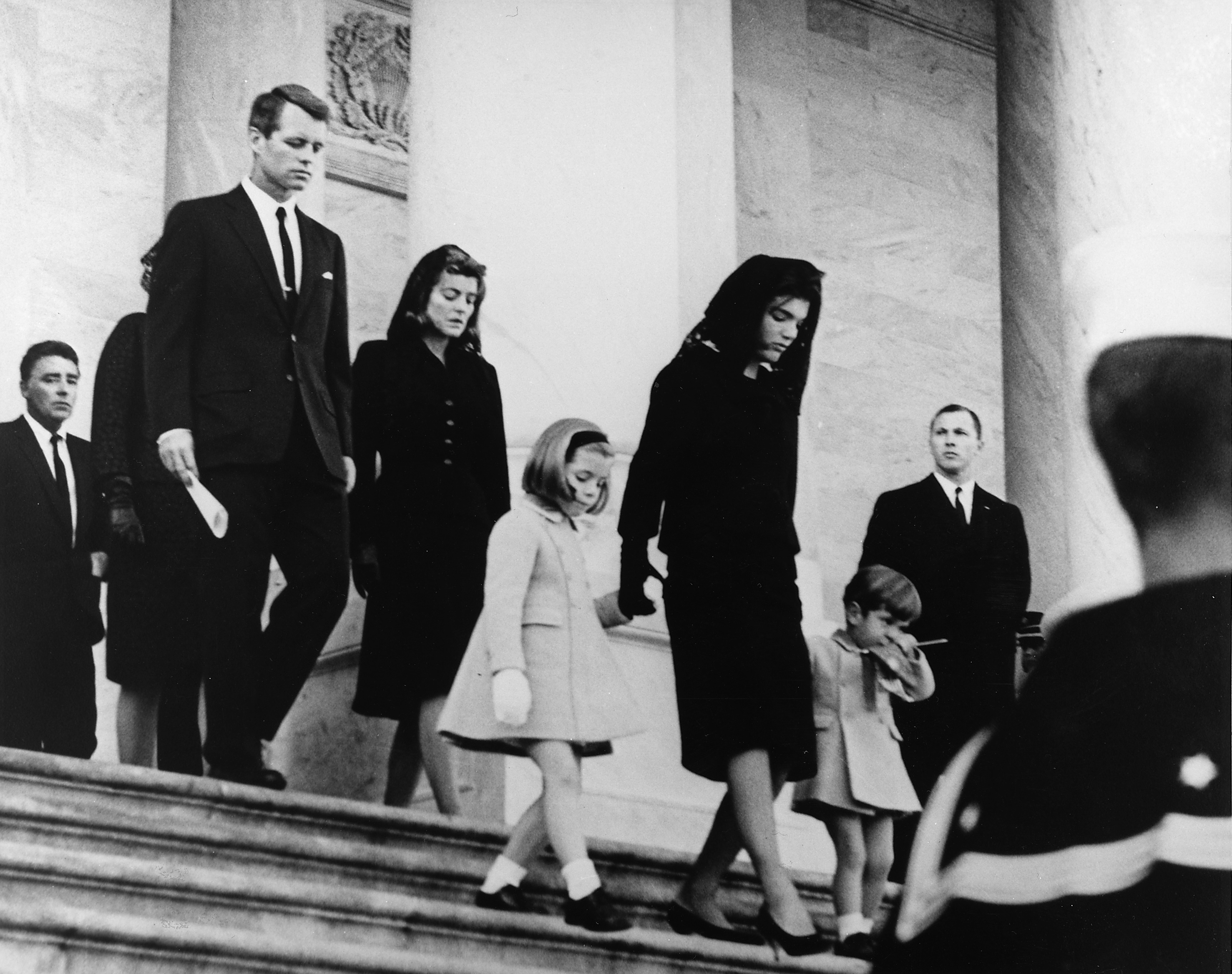
L’enterrement de John Fitzgerald Kennedy le 25 novembre 1963

Lors de l’enterrement du président Kennedy qui a lieu le 25 novembre 1963, date du troisième anniversaire de son fils John junior, Jacqueline Kennedy et ses deux enfants montent et descendent les premiers les marches vers l’entrée de la cathédrale. Pendant la cérémonie intérieure, elle ne montre son émotion que lors de l’Ave Maria! de Franz Schubert. Le public la saluera pour sa tenue considérée comme droite et valeureuse. À un moment de la cérémonie, John Fitzgerald Kennedy Jr, alors âgé de trois ans, fait le salut militaire, geste qui restera célèbre, puis Jacqueline Kennedy allume la flamme du souvenir au cimetière national d'Arlington.
Le 29 novembre 1963, à savoir une semaine après le meurtre, Jacqueline Kennedy est interviewée par un journaliste du magazine Life. Au cours de l’interview, elle compare les années qu’elle a passées avec son mari au sein de la Maison-Blanche au château Camelot, résidence légendaire du roi Arthur. C’est à cause de cette citation devenue célèbre que l’on perçoit les Kennedy comme « le roi et la reine de Camelot ». Toutefois, elle ne donnera jamais son opinion sur la responsabilité de Lee Harvey Oswald, meurtrier présumé de John F. Kennedy. Ayant deux semaines pour préparer son déménagement, Jacqueline Kennedy achète un appartement sur la Cinquième avenue, à New York, pour y vivre avec ses deux enfants à partir de l’année 1964. Pour cela, elle vend la maison qu’elle avait construite à Atoka en Virginie et où elle avait projeté de se retirer avec son mari.
Elle est amenée à témoigner devant la Commission Warren le 5 juin 1964, interrogée par le président Earl Warren et le conseiller Rankin au cours de l'enquête officielle sur l'assassinat du 22 novembre 1963. Jackie Kennedy, qui avait été un témoin direct de la fusillade, avait posé la tête de son époux sur ses genoux après les tirs et tenté de maintenir les matières cérébrales à l'intérieur du crâne de celui-ci après avoir récupéré sur le capot de la limousine Lincoln un morceau du crâne éjecté par la force de l'impact. Elle souhaita décrire l'aspect des blessures infligées à son époux par les balles reçues. Il s'agit d'un témoignage important car une polémique est née sur la direction des balles tirées et la possibilité qu'il y ait eu plusieurs tireurs. Néanmoins, elle reçoit l'opposition d'Earl Warren et du conseiller Rankin, qui se refusaient à lui poser des questions à ce sujet, considérant que cela était trop douloureux. Toutefois, Mme Kennedy maintient sa volonté de témoigner malgré cette opposition initiale. Dans le rapport Warren, sa description spontanée des blessures de son époux a été remplacée par la mention : « référence aux blessures supprimée ». La description intégrale donnée par Mme Kennedy ne pourra être connue qu'en 2039 à l'expiration d'un délai de 75 ans déterminé par la Commission Warren pour des raisons de sécurité nationale.

### Après l’assassinat de John Fitzgerald Kennedy
Dans les années qui suivent l’assassinat de son mari, Jacqueline Kennedy ne se montre que rarement en public. Elle apparaît cependant à Washington pour honorer l’agent qui avait grimpé à bord du véhicule officiel pour la protéger lors de l’attentat ainsi qu’à l’occasion de l’inauguration de divers mémoriaux dédiés à John F. Kennedy. Jacqueline Kennedy et la reine Élisabeth II lui dédient ainsi le mémorial officiel du Royaume-Uni, situé à Runnymede, en mai 1965. L’inauguration de ce mémorial a lieu sur le pré sur lequel le roi Jean sans Terre avait signé jadis (750 ans plus tôt) la Grande Charte en 1215. Deux ans plus tard, en 1967, Jacqueline Kennedy assiste à Newport News, en Virginie, à l’inauguration d’un mémorial, à Hyannis dans le Massachusetts ainsi qu’au baptême du porte-avion USS John F. Kennedy, qui sera désarmé le 23 mars 2007.
Le concierge qui a noté beaucoup d'allées et venues de Bob Kennedy chez Jacqueline a donné lieu à un débat historiographique sur une possible liaison entre eux deux.

#### Mariage avec Aristote Onassis

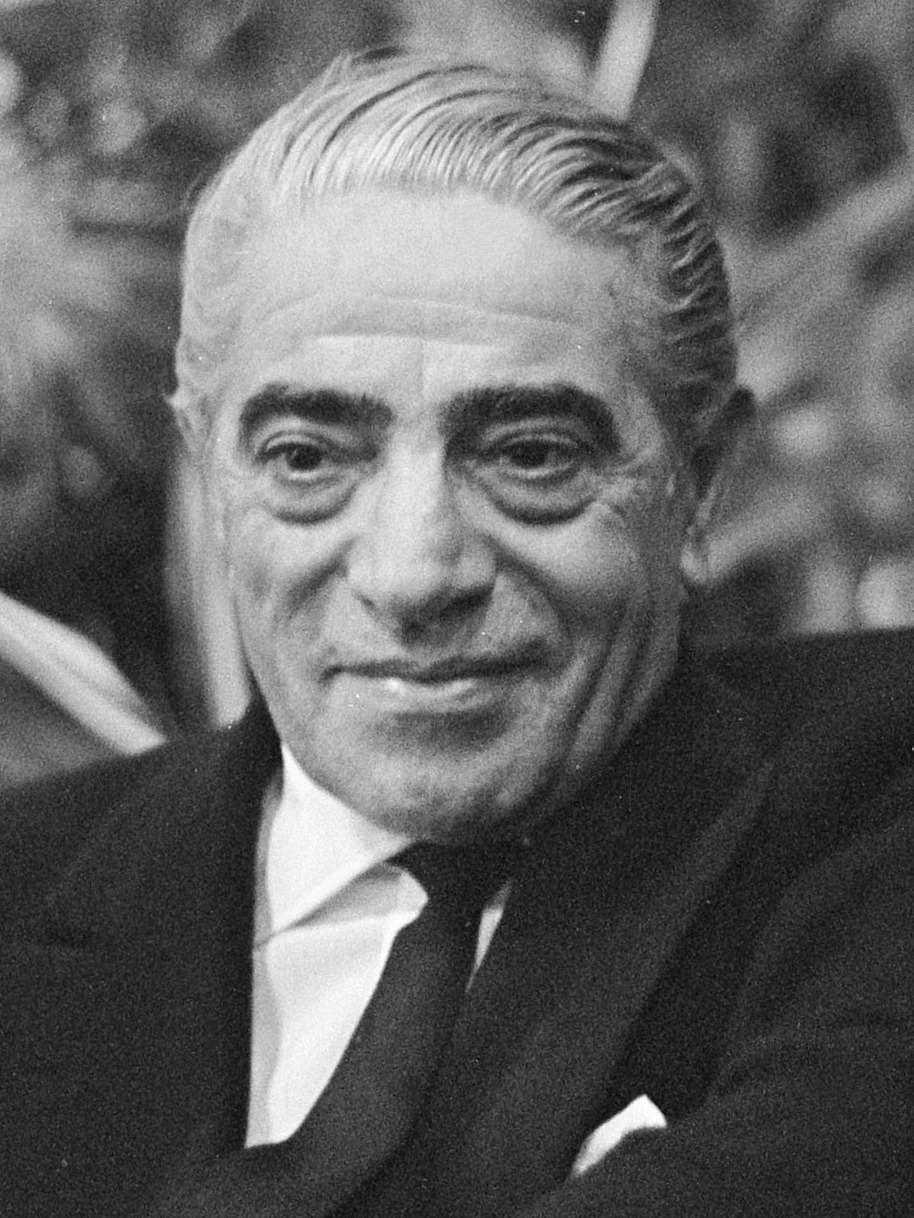
Aristote Onassis, le second mari de Jacqueline Lee Bouvier Kennedy.

Le 20 octobre 1968, Jacqueline Kennedy épouse l’armateur et milliardaire grec Aristote Onassis sur l'île de Skorpios, propriété des Onassis, dans la mer Ionienne. À la suite de la cérémonie nuptiale, Jacqueline Onassis perd son droit à la protection du Secret Service, normalement réservé aux veuves des présidents américains. Quoique son second époux soit orthodoxe, Jacqueline Onassis demeure catholique romaine. Néanmoins, elle fait des efforts pour apprendre le grec et exige que ses enfants l’apprennent également. Depuis qu’Aristote Onassis et Jacqueline Kennedy se sont rencontrés en 1963, ils sont restés en contact. Cependant, Onassis avait en même temps fait la connaissance de Lee Radziwill avec qui il finira par avoir une brève liaison amoureuse.
Quatre mois avant le mariage, son beau-frère Robert Kennedy ayant été assassiné à Los Angeles, Jacqueline Onassis redoute que les Kennedy ne soient poursuivis par des terroristes. Elle utilise son nouveau mariage comme une belle occasion pour quitter les États-Unis avec ses enfants. Il s’agit aussi d’un deuxième mariage pour Aristote Onassis, qui est divorcé et a, lui aussi, deux enfants, Alexandre et Christina Onassis. Pour se marier, il avait rompu avec la cantatrice Maria Callas, liaison qui avait d’ailleurs provoqué le divorce d'avec sa première épouse Athina Livanos en 1960,. Ayant espéré qu’Aristote Onassis l’épouserait un jour, Maria Callas se sent alors trahie et en souffre beaucoup.
Le mariage n’est pas vraiment approuvé par les médias, qui finiront par la surnommer Jackie O. Alors qu’Onassis a une bonne relation avec les enfants de Jacqueline Kennedy, cette dernière ne s’entend pas avec ses beaux-enfants. D’ailleurs, Jacqueline Onassis et son mari se voient rarement, car elle vit alternativement en Grèce et en France. La relation est définitivement interrompue par la mort d’Alexandre Onassis dans une catastrophe aérienne, en 1973, alors que ce dernier n’avait que 24 ans. Aristote Onassis est sur le point de demander le divorce quand il meurt le 15 mars 1975 en France des suites d’une myasthénie. Au moment de son décès, les relations entre sa femme et lui se sont gravement dégradées. Jacqueline Onassis se trouve à New York le jour de la mort de son mari, de sorte que sa belle-fille est la seule à assister à son décès. La part de l’héritage qui lui revient a été très règlementée par le contrat de mariage. Finalement, elle reçoit une soulte qui est estimée entre 20 et 26 millions de dollars, au lieu des 125 millions qu’elle aurait approximativement pu recevoir. À la suite de son deuxième mariage, Jacqueline Onassis retourne définitivement à New York qu’elle considère comme sa ville natale.

#### Dernières années

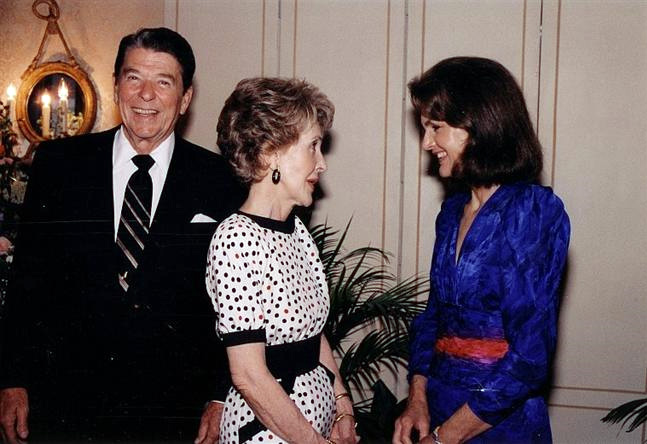
Jacqueline Kennedy-Onassis avec le président Ronald Reagan et son épouse Nancy en 1985.

Quelques mois plus tard, l’éditeur Larry Flynt, qui a déjà subi plusieurs batailles juridiques, achète quelques photos de Jacqueline Kennedy prises à Skorpios en 1971, alors qu’elle est nue en plein air. Il les publie dans son magazine Hustler en août 1975.

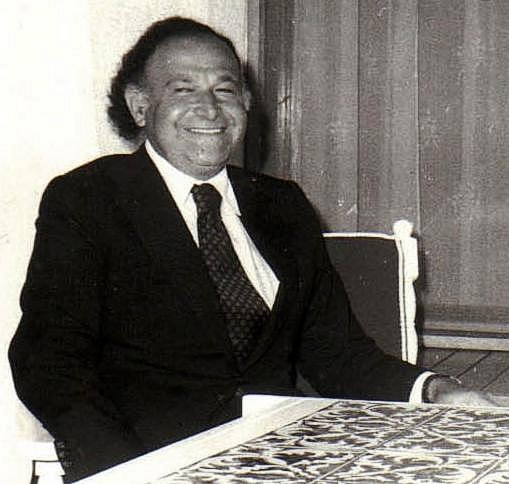
Maurice Tempelsman, le dernier compagnon de Jacqueline Kennedy-Onassis.

C’est peu de temps après le décès d’Aristote Onassis que Jacqueline Onassis rencontre le diamantaire et industriel juif d’origine belge Maurice Tempelsman (en), né le 26 août 1929 à Anvers en Belgique. Elle passera avec lui à New York les dernières années de sa vie. Marié, il avait quitté sa femme pour vivre avec Jacqueline Onassis. Comme l’épouse de Maurice Tempelsman refuse le divorce, les deux partenaires vivent en concubinage. La relation est d’autant plus piquante que Jacqueline Onassis tente de contrôler la vie privée de son fils John Fitzgerald Kennedy, Jr dont elle désapprouve la liaison avec l’actrice Daryl Hannah et le désir de devenir acteur. Quant à sa fille, Caroline Kennedy, elle épouse Edwin Schlossberg le 19 juillet 1986 et lui donne trois petits-enfants : Rose Kennedy Schlossberg (née le 25 juin 1988), Tatiana Celia Schlossberg (née le 5 mai 1990) et John Bouvier Kennedy Schlossberg (né le 19 janvier 1993). Jacqueline Onassis commence sa carrière d’éditrice en 1975. Après avoir travaillé pour l’éditeur Viking Press, elle se joint à Doubleday en 1978, où elle obtient un poste qui lui permet de promouvoir plusieurs livres aussi bien que leurs auteurs. Elle participe aussi à la publication d’œuvres comme l’autobiographie Moonwalk de Michael Jackson. D’autre part, elle s’intéresse à l’urbanisme de New York, en tentant d’empêcher la construction de gratte-ciels et en aidant à la restauration de bâtiments publics. Elle soutient aussi la construction de la bibliothèque Kennedy à Boston, conçue par Ieoh Ming Pei et inaugurée en octobre 1979.

#### Maladie, mort et funérailles

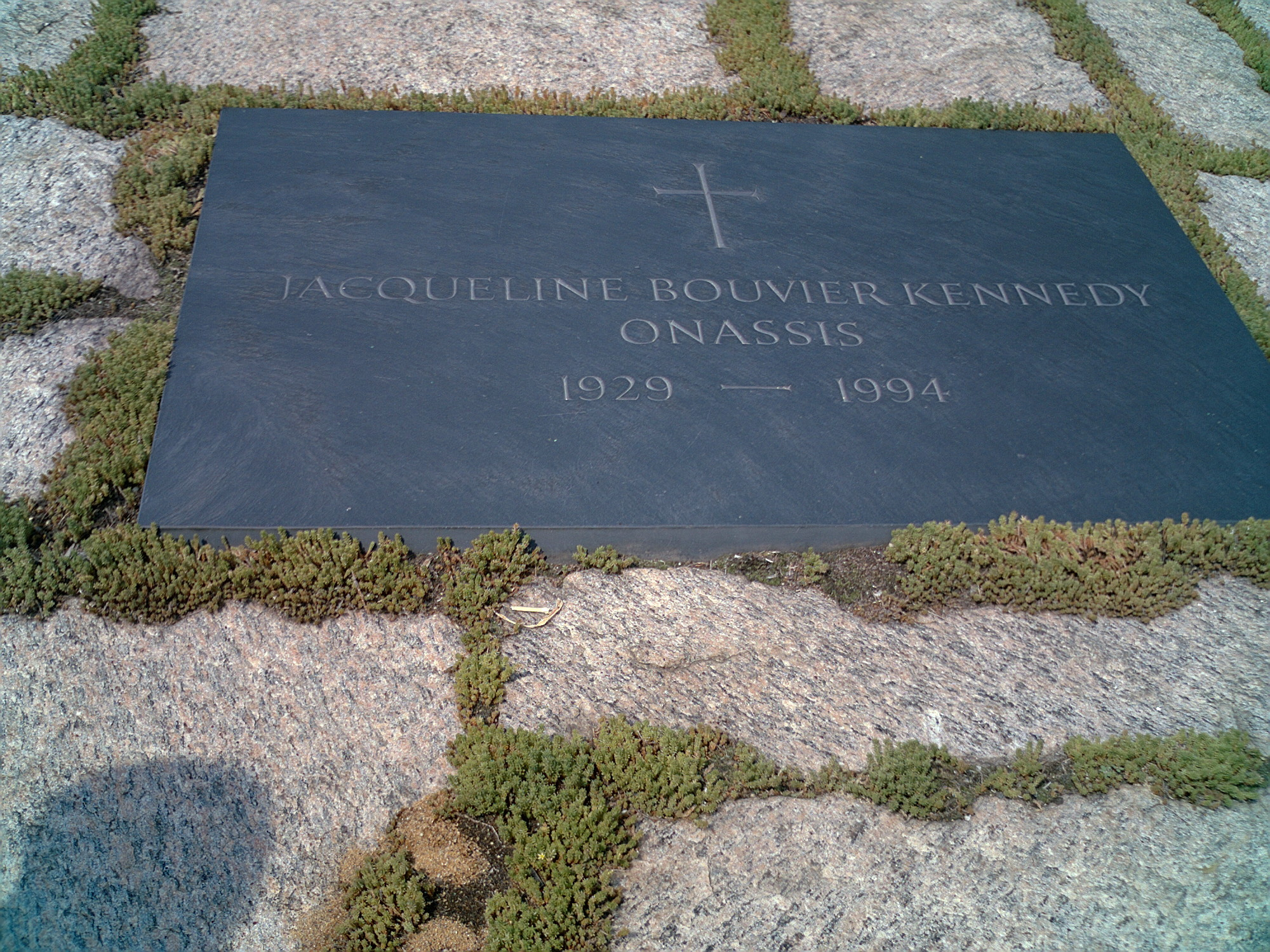
Pierre tombale de Jacqueline Kennedy Onassis au cimetière national d'Arlington en Virginie.

En janvier 1994, on lui diagnostique un lymphome non hodgkinien, une sorte de cancer du système lymphatique. Bien que Jacqueline Kennedy soit optimiste au début, elle ne répond pas très bien au traitement. Jacqueline Kennedy Onassis meurt dans son sommeil à l'âge de 64 ans, le 19 mai 1994 à 22 h 15, entourée de ses proches, dans son appartement de la Cinquième Avenue. Le New York Daily News publie sa nécrologie le lendemain. Les obsèques sont célébrées en l'église Saint-Ignace-de-Loyola de New York.
Jacqueline Onassis est enterrée le 23 mai 1994 selon le rite de l’Église catholique, aux côtés de son premier époux John Fitzgerald Kennedy et de leurs enfants, Arabella et Patrick. La famille Kennedy, Lee Radziwill, Hillary Clinton, Lady Bird Johnson, Daryl Hannah, Arnold Schwarzenegger et Maurice Tempelsman (en), entre autres, assistent aux funérailles,. Bill Clinton, président des États-Unis, prononce son éloge funèbre, déclarant ainsi : « Dieu lui a donné de grands dons, mais lui a aussi imposé beaucoup de souffrances. Elle les a toutes supportées avec dignité ».

## Enregistrements sonores
En 2011, à l’occasion du 50e anniversaire des débuts de la présidence de son père, Caroline Kennedy rend publiques des conversations entre sa mère et Arthur Meier Schlesinger Jr.. On y apprend ainsi que Jacqueline Kennedy se décrit comme une épouse entièrement soumise à son mari, qu'elle n’appréciait pas le général de Gaulle depuis sa visite présidentielle avec son époux en mai 1961, qu'elle considérait Indira Gandhi comme une femme « amère, arriviste et affreuse » et Martin Luther King comme un homme « faux », un « maniaque sexuel »,, et qu'elle soupçonnait notamment Lyndon B. Johnson d'être le commanditaire de l'assassinat de son mari.

## Icône de mode

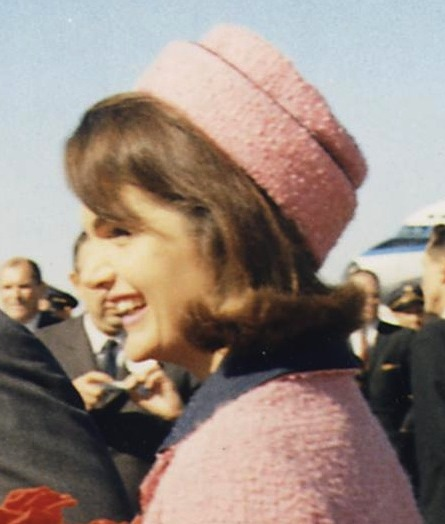
Jackie Kennedy arrivant à Dallas le 22 novembre 1963.

Durant la présidence de son époux, Jacqueline Kennedy est un modèle international en matière de mode. En tant que Première Dame, elle choisit le styliste américain Oleg Cassini à l'automne 1960 pour ses tenues officielles ; de cette façon, elle compense son goût prononcé pour la mode française : elle est fortement critiquée avant la présidence de John Kennedy pour ses coûteuses tenues françaises.
Rapidement, son style aux robes courtes sans manches accompagnées généralement d'un tambourin dessiné par le modiste Halston en 1962 est surnommé le « style Jackie ». En plus des tenues créées par Oleg Cassini, elle porte des vêtements haute couture venant des maisons françaises Chanel, Givenchy ou Dior. Partout en occident, les femmes copient son style et sa coiffure bouffante décrite comme « une exagération des coiffures de petites filles » - créée par Kenneth Battelle, qui la coiffe de 1954 à 1986.
Durant toute sa vie, Jackie Kennedy se constitue une collection inestimable de bijoux[réf. nécessaire] ; son bijou le plus célèbre est certainement son collier de perles à trois rangs conçu par le joailler américain Kenneth Jay Lane, qui est un accessoire important pour son image de Première Dame ; il est maintes fois imité.
Après l'assassinat de son mari, le style de Jackie Kennedy change radicalement. Elle lance des modes, notamment des lunettes de soleil larges, des jeans et des pullovers à cols roulés. Durant toutes ces années, elle porte souvent des bijoux du joailler Van Cleef & Arpels.

## Hommages et références

### Lieux commémoratifs

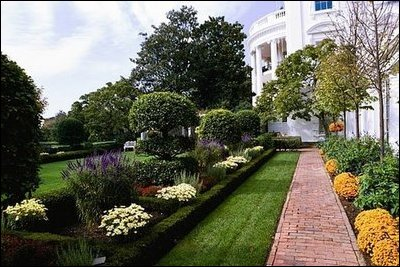
Le Jacqueline Kennedy Garden à Washington, en automne.

- Une plaque commémorative est apposée en son honneur dans le grand hall d'entrée de la gare new-yorkaise de Grand Central Terminal, qu'elle contribua à sauver de la destruction dans les années 1970. Une des entrées de la gare porte son nom, ainsi que le foyer.
- À New York, le nom de Jacqueline Kennedy Onassis High School for International Careers[59] a été donné à une école secondaire en 1995. C'est la première école secondaire qui a porté son nom. Cet établissement, situé entre les Sixième et Septième Avenues à 120 West 46th Street, s’appelait auparavant High School for the Performing Arts.
- Le réservoir (étang artificiel) principal du Central Park new-yorkais a pris son nom en son honneur et s’appelle aujourd'hui le Jacqueline Kennedy Onassis Reservoir[60].
- La résidence sud-est du campus de l’Université George Washington a reçu le nom de Jacqueline Bouvier Kennedy Onassis Hall[61].
- La George Washington University a rebaptisé une salle de son campus en l'honneur de son ancienne élève.
- Peu de temps après l’assassinat de John Fitzgerald Kennedy, Lady Bird Johnson a fait appeler le jardin Est de la Maison-Blanche le Jacqueline Kennedy Garden[62].

### Dans l'art

#### À la télévision
- Au fil du 87e épisode (The Chaperone) de la série Seinfeld, le personnage d'Elaine Benes (Julia Louis-Dreyfus) tente d’obtenir le poste de travail que Jacqueline Kennedy-Onassis avait jadis occupé chez l’éditeur Doubleday. Bien qu’Elaine Benes ne reçoive pas ce poste, elle en obtient un autre avec l’aide d’un ami fictif de Jacqueline Kennedy-Onassis. Celui-ci lui procure le travail à cause des parallèles frappants qui existent entre son apparence physique et celle de Jacqueline Kennedy-Onassis. À un certain moment, Elaine Benes révèle à l’ami de Jacqueline Kennedy-Onassis qu’elle avait beaucoup admiré cette dernière.
- Au cours de l’épisode A Pretty Woman Has Venom de l’anime japonais Lupin III, ce dernier fait la connaissance de Jacqueline Kennedy-Onassis.
- Dans la série Les Simpson, la mère de Marge Simpson s’appelle Jacqueline Bouvier, portant ainsi le nom de naissance de Jacqueline Kennedy-Onassis. Par ailleurs, l’épouse du maire Quimby est souvent vêtue du costume rose qu’avait porté Jacqueline Kennedy-Onassis le jour où le président Kennedy fut assassiné.
- Dans la série télévisée Breaking Bad, Mike compare Lydia à Jackie Onassis du fait de ses lunettes imposantes, et il lui demande de les retirer dans l’épisode 2 de la saison 5.
- Dans la série télévisée Le Drew Carey Show, le personnage de Mimi Bobeck (Kathy Kinney) arrive à un moment au travail avec une énorme paire de lunettes et une écharpe qui couvre ses cheveux. Bien qu’elle se soit habillée ainsi à cause d’une allergie, son collègue Drew Carey est saisi par l’idée qu’il s’agit de Jacqueline Kennedy-Onassis et s’exclame : « C’est Jackie ! Oh mon Dieu ! »
- Les adolescents du show Popular fréquentent une institution appelée Jacqueline Bouvier Kennedy High School.
- Elle Woods (Reese Witherspoon), protagoniste du film La Revanche d'une blonde et réputée pour sa vie frivole, est quittée par son ami Warner Huntington III qui la considère comme trop indiscrète. Il lui explique son point de vue en déclarant : « Si je veux devenir sénateur avant de fêter mes trente ans, il me faut une partenaire convenable. Pour cela, j’ai besoin d’une Jackie, et non d’une Marilyn. »
- Dans la mini série télévisée Les Kennedy (The Kennedys) diffusée en juillet 2011 sur France 2 (chaîne de la TV publique française), Katie Holmes interprète Jackie Kennedy. Ce film raconte une partie de la vie des Kennedy.

#### Au cinéma
- 1968 : Eat Your Makeup, court métrage caricatural de John Waters, l'acteur travesti Divine incarnant Jacqueline Kennedy
- 1981 : Jacqueline Bouvier Kennedy par Steve Gethers, avec Jaclyn Smith dans le rôle de Jacqueline Kennedy-Onassis
- 1983 : Kennedy par Jim Goddard, avec Blair Brown
- 1987 : LBJ: The Early Years (LBJ : Les premières années) par Peter Warner, avec Robin Curtis
- 1991 : A Woman Named Jackie (Une femme nommée Jackie) par Larry Peerce, avec Roma Downey
- 1992 : Love Field (Champ d’amour) par Jonathan Kaplan, avec Rhoda Griffis
- 2000 : Jackie Bouvier Kennedy Onassis par David Burton Morris, avec Joanne Whalley
- 2000 : Thirteen Days (Treize jours) par Roger Donaldson, avec Stephanie Romanov
- 2001 : Jackie, Ethel, Joan: The Women of Camelot (Les femmes de Camelot) par Larry Shaw, avec Jill Hennessy
- 2002 : Timequest (Contre le temps) par Robert Dyke, avec Caprice Benedetti (en)
- 2003 : America’s Prince: The John F. Kennedy, Jr. Story (Le prince d’Amérique: L’histoire de John F. Kennedy, Jr) par Eric Laneuville, avec Jacqueline Bisset
- 2013 : Le Majordome de Lee Daniels, jouée par Minka Kelly
- 2013 : Parkland de Peter Landesman, jouée par Kat Steffens
- 2013 : Killing Kennedy, téléfilm américain basé sur le livre éponyme (en) de 2012 écrit par Bill O'Reilly et Martin Dugard (en), jouée par Ginnifer Goodwin
- 2016 : LBJ de Rob Reiner, jouée par Kim Allen
- 2016 : Jackie de Pablo Larraín, jouée par Natalie Portman
- 2017 : The Crown, jouée par Jodi Balfour.

Dans The House of Yes, la protagoniste folle croit être Jackie O. et se fait appeler ainsi. Entretenant une relation incestueuse avec son frère, elle joue à revivre la scène de l'assassinat de son mari avec ce dernier.

#### Au théâtre
- Jackie-O, un opéra par Michael Daugherty — Houston Opera Studio à Houston, Texas, mars 1997[63]
- Cirque Jacqueline par Andrea Reese — Triad Theater à New York, New York[64]
- Jackie, An American Life (Jackie, une vie américaine) par Gip Hoppe — Wilber Theatre à Boston, Massachusetts[65]
- Jackie Undressed (Jackie sans vêtements) par Andree Stolte — Eagles Dare Theater à New York, juillet 2005[66]
- The Secret Letters of Jackie & Marilyn (Les lettres secrètes de Jackie & Marilyn) par Mark Hampton et Michael Sharp — O'Reilly Theatre à Pittsburgh, Pennsylvanie[67]
- The First Lady (La première dame) par Herman van Veen et Lori Spee[68]

#### En littérature
Dans le roman Galápagos de Kurt Vonnegut, ce dernier identifie, lors d’une croisière, l’un des passagers comme Jacqueline Kennedy-Onassis.

#### En musique
Carly Simon composa pour Jacqueline Kennedy-Onassis la chanson Touched by the Sun, qui fait partie de son album Letters Never Sent, publié en 1994. Simon fut une amie de Jacqueline Kennedy-Onassis.
À part cela, plusieurs chansons du genre pop ont été dédiées à Jacqueline Kennedy.
- Tire Me (Fatigue-moi)[69] par Rage Against the Machine[70], dans Evil Empire, 1996
- Jackie’s Strength (La force de Jackie) par Tori Amos, 1999
- Jackie-O par Strung Out, dans The Élément of Sonic Defiance, 2000
- Jackie Will Save Me (Jackie me sauvera) par Shiny Toy Guns, dans We Are Pilots, 2007
- National Anthem (Hymne national) par Lana Del Rey, dans Born to Die, 2012
- Bullet par The Misfits (1986)
- Jackie Onassis, Elio, 2020

## Œuvre
- Jacqueline et Lee Bouvier, One Special Summer, B&T, publié en 1974 — récit du voyage en Europe de Jacqueline Kennedy et Lee Radziwill en 1951